# Makhmud Muradov
Makhmud Muradov (ur. 8 lutego 1990 w Duszanbe) – uzbecki zawodnik mieszanych sztuk walki (MMA) wagi średniej pochodzenia tadżykistańskiego, trenujący w poznańskim klubie Ankos MMA. Były kick-bokser i sambista. W latach 2019-2024 zawodnik organizacji UFC. Aktualnie związany z organizacją Oktagon MMA, w której od 14 czerwca 2025 jest tymczasowym mistrzem wagi średniej.

## Życiorys
Muradov urodził się 8 lutego 1990 roku w Duszanbe w Tadżykistanie. Jego rodzice byli także Uzbekami. Gdy miał 2 lata uciekł wraz z rodziną do rodzinnego Uzbekistanu, w związku z trwającą tadżycką wojną domową, a ostatecznie w 2019 roku otrzymał obywatelstwo uzbeckie.
W młodości trenował boks, później przeszedł do kick-boxingu i został mistrzem Uzbekistanu Juniorów w kick-boxingu na zasadach K-1.
W wieku 15 lat został zmuszony do porzucenia szkoły i podjęcia pracy, aby utrzymać rodzinę po tym, jak jego ojciec miał wypadek samochodowy, w wyniku którego stał się trwale niepełnosprawny. W wieku 17 lat rozpoczął treningi sambo bojowego, dzięki czemu zdobył dobrze płatną pracę jako ochroniarz na rosyjskiej Syberii. Podczas pracy tam został poważnie dźgnięty i postrzelony kilka razy. Kiedy jego ojciec został zwolniony ze szpitala po czterech latach, jego rodzina musiała sprzedać mieszkanie, aby opłacić rachunki za opiekę zdrowotną. Muradov wrócił do Uzbekistanu i ostatecznie udało mu się zarobić wystarczająco dużo pieniędzy na rywalizacji w sambo, aby móc odkupić mieszkanie. Według jego relacji trudno było o dobrą pracę, tak więc w 2011 roku, przeniósł się do Czech w poszukiwaniu lepiej płatnej pracy. Tam pracował na różnych stanowiskach, takich jak robotnik budowlany, sprzątacz i kelner. W Pradze zaczął trenować boks tajski i MMA pod okiem Petra Kníže, który pozwolił Muradovowi bezpłatnie trenować i spać w swoim klubie. Profesjonalną karierę w MMA rozpoczął w 2012 roku.

## Kariera MMA

### Wczesna kariera
We wrześniu 2015 roku wziął udział w turnieju WAKO K1 European Cup 2015 i już w pierwszej walce przegrał jednogłośną decyzją sędziów z mistrzem Polski, Bartoszem Dołbieniem.
W lutym 2018 roku Muradov został pierwszym na świecie zawodnikiem mieszanych sztuk walki, który podpisał kontrakt z The Money Team od Floyda Mayweathera Jr. Zaprzyjaźnili się po spotkaniu w praskim klubie Lávka w marcu 2017 roku.
Zanim dołączył do UFC miał na swoim koncie 22 zwycięstwa i 6 porażek w zawodowym MMA oraz zdobył wiele regionalnych tytułów mistrzowskich w wadze średniej, takich jak: XFN, WKN, Caveam oraz WASO.

### UFC

#### 2019-2020

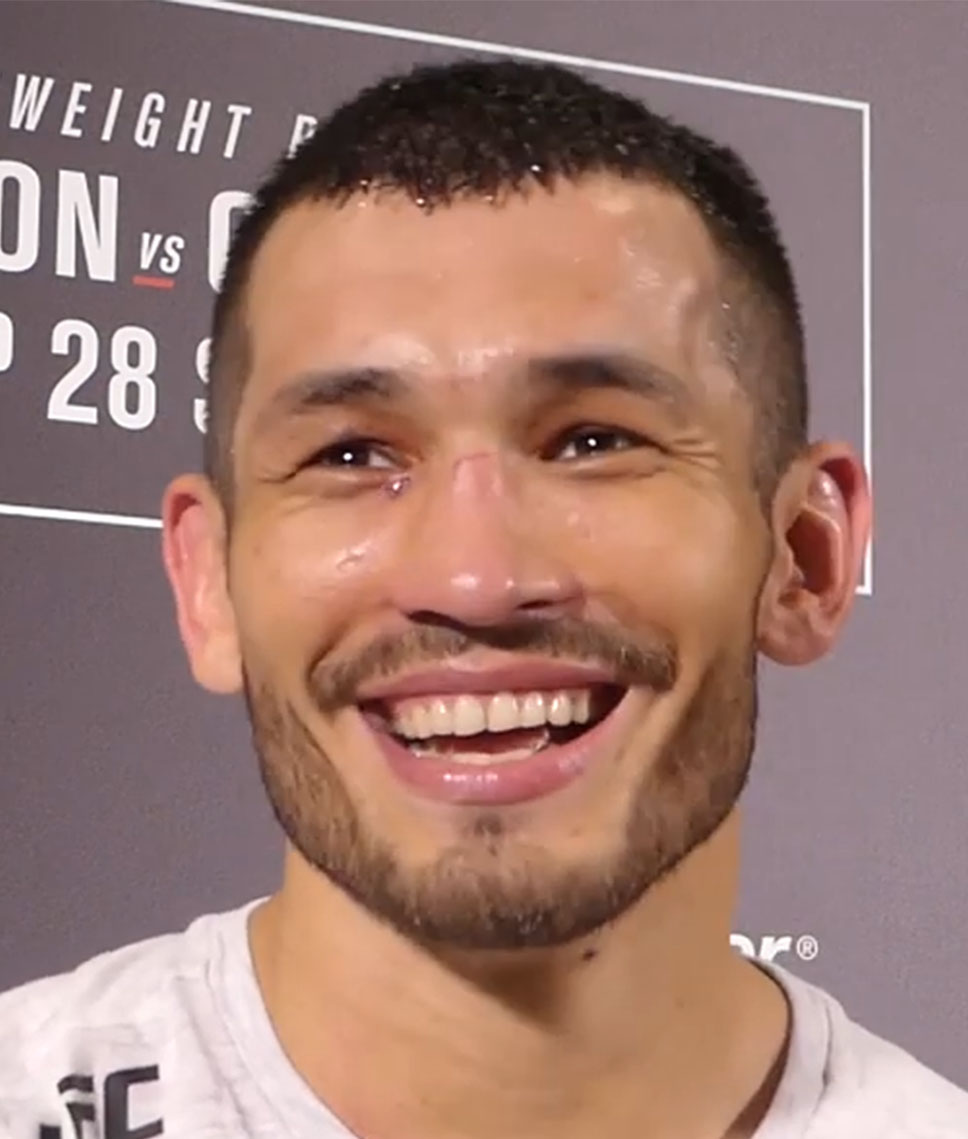
Muradov na gali UFC Fight Night 160 w Kopenhadze.

17 września 2019 podpisał kontrakt z Ultimate Fighting Championship, największą organizacją MMA na świecie.
Muradov dla UFC zadebiutował w walce z Włochem Alessio Di Chirico 28 września 2019 na gali UFC Fight Night 160, jako zastępca za kontuzjowanego Niemca Petera Sobottę. Walkę przyjął z 12-dniowym wyprzedzeniem. Muradov zwyciężył przez jednogłośną decyzję sędziowską, udanie debiutując w amerykańskiej organizacji.
W swojej drugiej walce dla UFC, 7 grudnia 2019 na gali UFC on ESPN 7 zmierzył się z Amerykaninem Trevorem Smithem jako zastępca za innego Amerykanina Alonzo Menifielda. Wygrał przez nokaut w trzeciej rundzie. Dodatkowo został doceniony przez amerykańską organizację bonusem za występ wieczoru.
Na oficjalnej liście dziesięciu najlepszych debiutantów w UFC roku 2019 na koniec roku zajął 7 miejsce.
W trzeciej walce dla UFC Muradov miał zmierzyć się z Brazylijczykiem Antônio Carlosem Júniorem 14 marca 2020 na gali UFC Fight Night 170, jako zastępca za Amerykanina Brada Tavaresa, który musiał wycofać się z powodu kontuzji więzadła krzyżowego przedniego (ACL). Z kolei Carlos Júnior doznał nieokreślonej kontuzji i walka Muradova została odwołana z wydarzenia.
Następnie oczekiwano, że Muradov zmierzy się z Karlem Robersonem 18 kwietnia 2020 na gali UFC 249. Ostatecznie Muradov zmuszony był wycofać się z wydarzenia z powodu ograniczeń w podróżowaniu spowodowanych pandemią COVID-19, a występ Amerykanina został przeniesiony na inny termin z innym rywalem.
Oczekiwano, że 18 października 2020 na UFC Fight Night 180 zmierzy się z Krzysztofem Jotko. Następnie walka została przełożona na 31 października na galę UFC Fight Night 181, jednak Polak został wycofany z walki, powołując się na kontuzję, a w zastąpstwo za niego do walki z Muradovem miał wejśc Amerykanin Kevin Holland. Ostatecznie Muradov został również wycofany z walki po pozytywnym wyniku testu na COVID-19.

#### 2021-2022
Muradov zmierzył się z Amerykaninem Andrewem Sanchezem 24 stycznia 2021 na gali UFC 257, zastępując Brazylijczyka André Muniza. Wygrał walkę przez techniczny nokaut w trzeciej rundzie. To zwycięstwo przyniosło mu nagrodę za występ wieczoru.
Muradov zmierzył się z Amerykaninem Geraldem Meerschaertem 28 sierpnia 2021 na gali UFC on ESPN 30. Przegrał walkę przez duszenie zza pleców w drugiej rundzie.
Następnie dwukrotnie wypadał z walk. Najpierw ze starcia z Kanadyjczykiem Mishą Cirkunovem, do którego miało dojść 26 lutego 2022 na gali UFC Fight Night 202. Zaś 3 września 2022 na gali UFC Fight Night 209 miał zawalczyć z Niemcem Abusupijanem Magomiedowem.
22 października 2022 na gali UFC 280 stoczył walkę z Brazylijczykiem Caio Borralho. Przegrał przez jednogłośną decyzję sędziowską.

#### 2023-2024
Oczekiwano, że Muradov ponownie zmierzy się z Abusupijanem Magomiedowem podczas UFC Fight Night: Yan vs. Dvalishvili, zaplanowanej na termin 11 marca 2023. Pod koniec lutego ogłoszono, że Muradov po raz drugi wycofał się z walki.
22 lipca 2023 na gali UFC on ESPN+ 82 zawalczył z Amerykaninem, Bryanem Barbereną. Wygrał walkę przez jednogłośną decyzję sędziowską.
3 lutego 2024 na gali UFC Fight Night 235 zmierzył się z Aliaschabem Chizriewem. Po tym, jak Rosjanin na początku pierwszej rundy wsadził palec w oko Muradova, walkę przerwano i uznano za no contest. Pojedynek zakończył się już w 11 sekundzie starcia.
Oczekiwano, że zawalczy 4 maja 2024 na gali UFC 301 z Brazylijczykiem Michelem Pereirą, jednak Muradov wycofał się z powodu infekcji.
4 maja 2024 ogłoszono, że Makhmud Muradov został zwolniony z organizacji UFC, pomimo niedawnego podpisania nowego kontraktu.

### Powrót do Oktagon MMA
8 czerwca 2024 ogłoszono, że Muradov podpisał kontrakt z czesko-słowacką organizacją Oktagon MMA, do której powrócił po 5 latach. 21 września 2024 podczas gali Oktagon 61 w Brnie pokonał jednogłośnie na punkty byłego mistrza KSW w wadze średniej, Scotta Askhama.
8 marca 2025 na gali Oktagon 68: Todev vs. Fleury w Stuttgarcie miał zmierzyć się z doświadczonym Brazylijczykiem, Joiltonem Lutterbachem. Pod koniec lutego ogłoszono, że Lutterbach musiał wycofać się z walki przez kontuzję, a na jego miejsce wszedł reprezentant Szwajcarii, Yasubey Enomoto. Muradov zwyciężył przez nokaut na początku drugiej rundy.
Podczas gali Oktagon 72: Vémola vs. Végh 3, która odbyła się 14 czerwca 2025 w Pradze zawalczył o tymczasowy pas mistrzowski Oktagon MMA wagi średniej z byłym mistrzem, Patrikiem Kinclem. Zwyciężył jednogłośną decyzją sędziowską po pięciu rundach, stając się nowym mistrzem.

## Walka na zmodyfikowanych zasadach
We wrześniu 2024 roku, w udzielonym wywiadze dla czeskiego portalu (blesk.cz) ogłosił, że zawalczy na gali typu freak fight, pod szyldem organizacji Fame MMA, z którą jak ogłosił był podpisany nim związał się ponownie z Oktagon MMA. Muradov zapowiedział także, że nie będzie brał udziału w tzw. trash talku i obchodzi go tylko sportowa walka, która nie będzie liczona do zawodowego rekordu oraz do rywalizacji na takiej gali przekonały go dobre korzyści finansowe. 4 października 2024 w Szczecinie na trwającej gali Fame: The Freak, zapowiedziano walkę Muradova na galę Fame 23. W następnym miesiącu freakowa organizacja na konferencji prasowej, promującej listopadowe wydarzenie, ogłosiła jego starcie z Normanem Parke. Zawodnicy zmierzyli się 7 grudnia 2024 w Łodzi na zmodyfikowanych zasadach bokserskich, m.in. nie walczyli na ringu bokserskim, a małej klatce (3 metry na 3 metry) tzw. klatce rzymskiej, zamiast rękawic bokserskich założyli te do MMA oraz w walce były dozwolone uderzenia łokciami. Szermierkę na pięści po trzech rundach jednogłośnie na punkty zwyciężył Muradov.

## Osiągnięcia

### Mieszane sztuki walki
- Caveam
  - 2015: Mistrz Caveam National w wadze średniej[72][73]

- World Kickboxing Network
  - 2016: Mistrz WKN MMA w wadze średniej[74][75]
- X FIGHT NIGHTS
  - 2017: Tymczasowy mistrz XFN w wadze średniej
  - 2018: Mistrz XFN w wadze średniej
- World Association of Sporting Organizations
  - 2019: Mistrz WASO MMA European w wadze średniej[76][77]
- Oktagon MMA
  - 2025: Tymczasowy mistrz Oktagon MMA w wadze średniej[6]

### Kick-boxing
- Młodzieżowy Mistrz Krajowy Kickboxing Uzbekistan Kickboxing Federation[13][78]

## Lista walk w MMA
| Wynik     | Bilans   | Przeciwnik (bilans przed walką) | Rozstrzygnięcie                             | Runda | Czas | Rozgrywki                                    | Data       | Miejsce              | Uwagi                                                                                      |
| --------- | -------- | ------------------------------- | ------------------------------------------- | ----- | ---- | -------------------------------------------- | ---------- | -------------------- | ------------------------------------------------------------------------------------------ |
| Wygrana   | 29-8 (1) | Patrik Kincl (28-11. 1 NC)      | Decyzja (jednogłośna)                       | 5     | 5:00 | Oktagon 72: Vémola vs. Végh 3                | 14.06.2025 | Praga                | Zdobył tymczasowy pas mistrzowski Oktagon MMA w wadze średniej. Co-Main Event              |
| Wygrana   | 28-8 (1) | Yasubey Enomoto (23-15)         | KO (kolano i ciosy pięściami)               | 2     | 0:40 | Oktagon 68: Todev vs. Fleury                 | 08.03.2025 | Stuttgart            |                                                                                            |
| Wygrana   | 27-8 (1) | Scott Askham (20-6)             | Decyzja (jednogłośna)                       | 3     | 5:00 | Oktagon 61: Paradeiser vs. Duque             | 21.09.2024 | Brno                 | Powrót do Oktagon MMA. Co-Main Event                                                       |
| Nieodbyta | 26-8 (1) | Aliaschab Chizriew (14-0)       | No contest (przypadkowy cios palcem w oko)  | 1     | 0:11 | UFC Fight Night: Imavov vs. Dolidze          | 03.02.2024 | Las Vegas            | Przypadkowy palec Chizriewa trafił w oko Muradova, uniemożliwiając mu kontynuowanie walki. |
| Wygrana   | 26-8     | Bryan Barberena (18-10)         | Decyzja (jednogłośna)                       | 3     | 5:00 | UFC Fight Night: Aspinall vs. Tybura         | 22.07.2023 | Londyn               |                                                                                            |
| Przegrana | 25-8     | Caio Borralho (12-1)            | Decyzja (jednogłośna)                       | 3     | 5:00 | UFC 280                                      | 22.10.2022 | Abu Zabi             |                                                                                            |
| Przegrana | 25-7     | Gerald Meerschaert (32-14)      | Poddanie (duszenie zza pleców)              | 2     | 1:49 | UFC Fight Night: Barboza vs. Chikadze        | 28.08.2021 | Las Vegas            |                                                                                            |
| Wygrana   | 25-6     | Andrew Sanchez (12-5)           | TKO (kombinacja ciosów)                     | 3     | 2:59 | UFC 257                                      | 23.01.2021 | Abu Zabi             | Bonus za występ wieczoru.                                                                  |
| Wygrana   | 24-6     | Trevor Smith (15-9)             | KO (prawy sierpowy)                         | 3     | 4:09 | UFC on ESPN: Overeem vs. Rozenstruik         | 07.12.2019 | Waszyngton           | Bonus za występ wieczoru.                                                                  |
| Wygrana   | 23-6     | Alessio Di Chirico (12-3)       | Decyzja (jednogłośna)                       | 3     | 5:00 | UFC on ESPN+ 18: Hermansson vs. Cannonier    | 28.09.2019 | Kopenhaga            | Debiut w UFC.                                                                              |
| Wygrana   | 22-6     | Wendell Oliveira (31-12)        | TKO (ciosy pięściami)                       | 2     | 1:56 | Oktagon 13: Vémola vs. da Silva              | 27.07.2019 | Praga                |                                                                                            |
| Wygrana   | 21-6     | Alberto Uda (14-3)              | TKO (ciosy pięściami)                       | 1     | 3:34 | Oktagon 12: Végh vs. Zwicker                 | 08.06.2019 | Bratysława           |                                                                                            |
| Wygrana   | 20-6     | Tato Primera (13-7)             | KO (ciosy pięściami)                        | 2     | 0:18 | Night of Warriors 15                         | 06.04.2019 | Liberec              | Zdobył pas mistrzowski WASO MMA European w wadze średniej.                                 |
| Wygrana   | 19-6     | Diego Gonzalez (20-12)          | Decyzja (jednogłośna)                       | 3     | 5:00 | XFN 17                                       | 16.03.2019 | Brno                 |                                                                                            |
| Wygrana   | 18-6     | Grzegorz Siwy (12-3)            | KO (latające kolano)                        | 3     | 4:50 | XFN 15                                       | 27.12.2018 | Praga                |                                                                                            |
| Wygrana   | 17-6     | Deyan Topalski (16-5)           | TKO (ciosy pięściami w parterze)            | 1     | 4:27 | XFN 12                                       | 06.10.2018 | Praga                | Obronił pas mistrzowski XFN w wadze średniej.                                              |
| Wygrana   | 16-6     | David Ramirez (6-3)             | TKO (ciosy pięściami)                       | 2     | 0:30 | XFN 11: Back to the O2 Arena                 | 28.06.2018 | Praga                | Zdobył pas mistrzowski XFN w wadze średniej.                                               |
| Wygrana   | 15-6     | Edvaldo de Oliveira (34-23)     | TKO (ciosy łokciami)                        | 2     | 4:42 | XFN 8: Vémola vs. Sloane                     | 03.03.2018 | Pardubice            |                                                                                            |
| Wygrana   | 14-6     | Tomáš Penz (12-11)              | TKO (ciosy pięściami)                       | 1     | 4:20 | XFN 6                                        | 07.12.2017 | Praga                | Obronił tymczasowy pas mistrzowski XFN w wadze średniej.                                   |
| Wygrana   | 13-6     | Zoran Đođ (9-7)                 | Decyzja (jednogłośna)                       | 3     | 5:00 | XFN 3                                        | 25.06.2017 | Praga                | Zdobył tymczasowy pas mistrzowski XFN w wadze średniej.                                    |
| Wygrana   | 12-6     | Shota Gvasalia (9-2)            | TKO (ciosy pięściami)                       | 2     | 2:07 | Simply the Best 14                           | 18.04.2017 | Praga                |                                                                                            |
| Przegrana | 11-6     | David Ramirez (5-2)             | TKO (kontuzja)                              | 2     | 1:19 | XFN 2                                        | 18.12.2016 | Praga                | Pojedynek o pas mistrzowski XFN w wadze średniej.                                          |
| Wygrana   | 11-5     | Damian Chandzel (0-0)           | Poddanie (duszenie przedramieniem)          | 1     | 1:36 | Night of Warriors 10                         | 05.11.2016 | Liberec              |                                                                                            |
| Wygrana   | 10-5     | Rafael Silva (40-16)            | Decyzja (jednogłośna)                       | 3     | 5:00 | XFN 1                                        | 12.06.2016 | Praga                |                                                                                            |
| Wygrana   | 9-5      | Tomáš Kužela (24-20)            | Decyzja (jednogłośna)                       | 3     | 5:00 | Night of Warriors 9                          | 19.03.2016 | Praga                | Zdobył pas mistrzowski WKN MMA w wadze średniej.                                           |
| Wygrana   | 8-5      | Andreas Birgels (9-7)           | TKO (ciosy pięściami)                       | 3     | 3:35 | Caveam: Bitva Roku 2015                      | 19.03.2015 | Praga                | Zdobył pas mistrzowski Caveam National w wadze średniej.                                   |
| Przegrana | 7-5      | Maciej Różański (4-0)           | Decyzja (jednogłośna)                       | 3     | 5:00 | Fighting Zone: Cage Time 1                   | 10.12.2014 | Praga                | Co-Main Event                                                                              |
| Wygrana   | 7-4      | István Tóth (2-1)               | Poddanie (duszenie zza pleców)              | 1     | 2:20 | CMTA Pardál Gladiators Night Cage 3          | 24.04.2014 | Czeskie Budziejowice |                                                                                            |
| Wygrana   | 6-4      | Krzysztof Klepacz (1-0-1)       | TKO (ciosy pięściami)                       | 1     | 3:48 | MMAA Aréna 3                                 | 07.03.2014 | Hradec Králové       |                                                                                            |
| Wygrana   | 5-4      | Peter Čapkovič (2-3)            | Poddanie (duszenie gilotynowe)              | 2     | 2:37 | Fight Explosion: Return Of Kings             | 06.12.2013 | Bratysława           |                                                                                            |
| Przegrana | 4-4      | Livio Victoriano (4-2)          | Poddanie (duszenie trójkątne rękoma)        | 1     | 3:40 | MMAA Aréna 2: Vémola vs. Kníže               | 10.11.2013 | Praga                |                                                                                            |
| Przegrana | 4-3      | Maciej Różański (3-0)           | Poddanie (duszenie gilotynowe)              | 2     | 0:45 | Arena Berserkerów 3: Reaktywacja             | 11.05.2013 | Goleniów             |                                                                                            |
| Wygrana   | 4-2      | Pavol Langer (0-0)              | TKO (ciosy pięściami)                       | 1     | 3:30 | CMTA Trutnovs Night Of Gladiators            | 27.11.2013 | Trutnov              |                                                                                            |
| Przegrana | 3-2      | Marcin Krysztofiak (7-2)        | Decyzja (niejednogłośna)                    | 2     | 5:00 | Makowski Fighting Championship 5             | 08.12.2012 | Nowa Sól             | Limit umowny do 84,8 kg.                                                                   |
| Wygrana   | 3-1      | Christoph Steinmann (1-2)       | Decyzja (jednogłośna)                       | 1     | ?    | Cage XFC: International Lake Constance Cup 2 | 20.10.2012 | Lochau               |                                                                                            |
| Przegrana | 2-1      | Kamil Cibiński (4-5)            | Poddanie (dźwignia prosta na staw łokciowy) | 1     | 1:57 | MMAA Aréna                                   | 30.09.2012 | Praga                |                                                                                            |
| Wygrana   | 2-0      | Francisco Silva (0-1)           | TKO (ciosy pięściami)                       | 3     | 1:05 | CMTA Pardál Gladiators Night Cage            | 19.05.2012 | Czeskie Budziejowice |                                                                                            |
| Wygrana   | 1-0      | Patrik Jevicky (1-9)            | TKO (ciosy pięściami)                       | 1     | 0:26 | K1 Empress League: Round 2                   | 29.04.2012 | Koszyce              |                                                                                            |

## Lista walk na zmodyfikowanych zasadach
| Wynik   | Bilans | Przeciwnik (bilans przed walką) | Rozstrzygnięcie       | Runda | Czas | Rozgrywki                       | Data       | Miejsce | Uwagi |
| ------- | ------ | ------------------------------- | --------------------- | ----- | ---- | ------------------------------- | ---------- | ------- | --- |
| Wygrana | 1-0    | Norman Parke (2-1)              | Decyzja (jednogłośna) | 3/3   | 3:00 | Fame 23: Ferrari vs. Kwieciński | 07.12.2024 | Łódź    | Walka na zmodyfikowanych bokserskich zasadach. W rękawicach do MMA, w klatce rzymskiej, dozwolone uderzenia łokciami. |